# Велики презир (албум)
Велики презир је први студијски албум групе Велики презир, објављен 1996. године у издању дискографске куће Метрополис Рекордс.

## Листа песама
1. „Светлеће"
2. „Падати"
3. „Само тебе знам"
4. „Реке теку бродовима"
5. „Минесота"
6. „Између"
7. „Не знам"
8. „Време"
9. „Добро је"
10. „Буди сунце"
11. „Одводи"
12. „На трагу"

- Текст и музика - Владимир Коларић.